# لو أمندسون
لو أمندسون (بالإنجليزية: Louis Amundson)‏ مواليد 7 ديسمبر 1982، هو لاعب كرة سلة أمريكي يلعب مع فريق نيويورك نيكس في الرابطة الوطنية لكرة السلة ويحمل الرقم 21. يبلغ طوله 6 قدم 9 بوصة (2.1 م).

## فرق لعب لها
- يوتاه جاز
- فيلادلفيا سفنتي سيكسرز
- فينيكس صنز
- غولدن ستايت ووريورز
- إنديانا بايسرز
- مينيسيوتا تيمبر وولفز
- شيكاغو بولز
- نيو أورلينز بيليكانز
- شيكاغو بولز

## روابط خارجية
- لو أمندسون على موقع إن بي أي (الإنجليزية)
- لو أمندسون على موقع سبورتس رفرنس (الإنجليزية)
- لو أمندسون على موقع كرة السلة الأوروبية.كوم (الإنجليزية)
- لو أمندسون على موقع إي إس بي إن.كوم (الإنجليزية)
- لو أمندسون على موقع كلية كرة السلة في سبورتس رفرنس.كوم (الإنجليزية)
- لو أمندسون على موقع ريلجم (الإنجليزية)
- لو أمندسون على موقع بروبوليرز (الإنجليزية)
- لو أمندسون على موقع سبورتس رفرنس (الإنجليزية)